# لایوش بالتازار
لایوش بالتازار (مجاری: Balthazár Lajos; ۳۰ ژوئن ۱۹۲۱ – ۱ فوریهٔ ۱۹۹۵) ورزشکار شمشیربازی اهل مجارستان بود.
وی در مسابقات کشوری و بین‌المللی در مجموع برندهٔ ۱ مدال نقره شده‌است.